# 外陰癌
外陰癌（がいいんがん、英: Vulvar cancer）は、女性器の外側である外陰部に発生する癌である。最も一般的には大陰唇が侵されるが、小陰唇、陰核、バルトリン腺が侵されることもある。症状には、凝り、痒み、皮膚の変化、外陰部からの出血などがある。
危険因子として、外陰上皮内新形成（VIN）、HPV感染、性器疣贅、喫煙、多数の性的パートナーの存在が知られている。 外陰癌の殆どは扁平上皮癌であり、その他に腺癌、悪性黒色腫、肉腫、基底細胞癌などがある。診察により疑い、組織生検により確定する。定期的スクリーニングは推奨されない。
予防にはHPVワクチン接種が有効であり得る。標準的治療には、手術、放射線療法、化学療法、生物学的製剤による治療が含まれる。外陰癌には2018年に世界で新たに約44,200人が罹患し、15,200人が死亡した。発症は一般的に45歳以降である。 外陰癌の5年生存率は、2015年時点で約71％である。但し転帰はリンパ節への転移の有無に影響される。

## 徴候・症状
外陰癌の徴候や症状には、以下のものがある：
- 外陰部の瘙痒、熱感、継続的な出血
- 外陰皮膚の色調変化。赤くまたは白くなる
- 外陰皮膚の変化。発疹や疣贅様のものを含む
- 外陰部の長期の糜爛、硬結、潰瘍
- 排尿時や性交時などの骨盤痛[7]

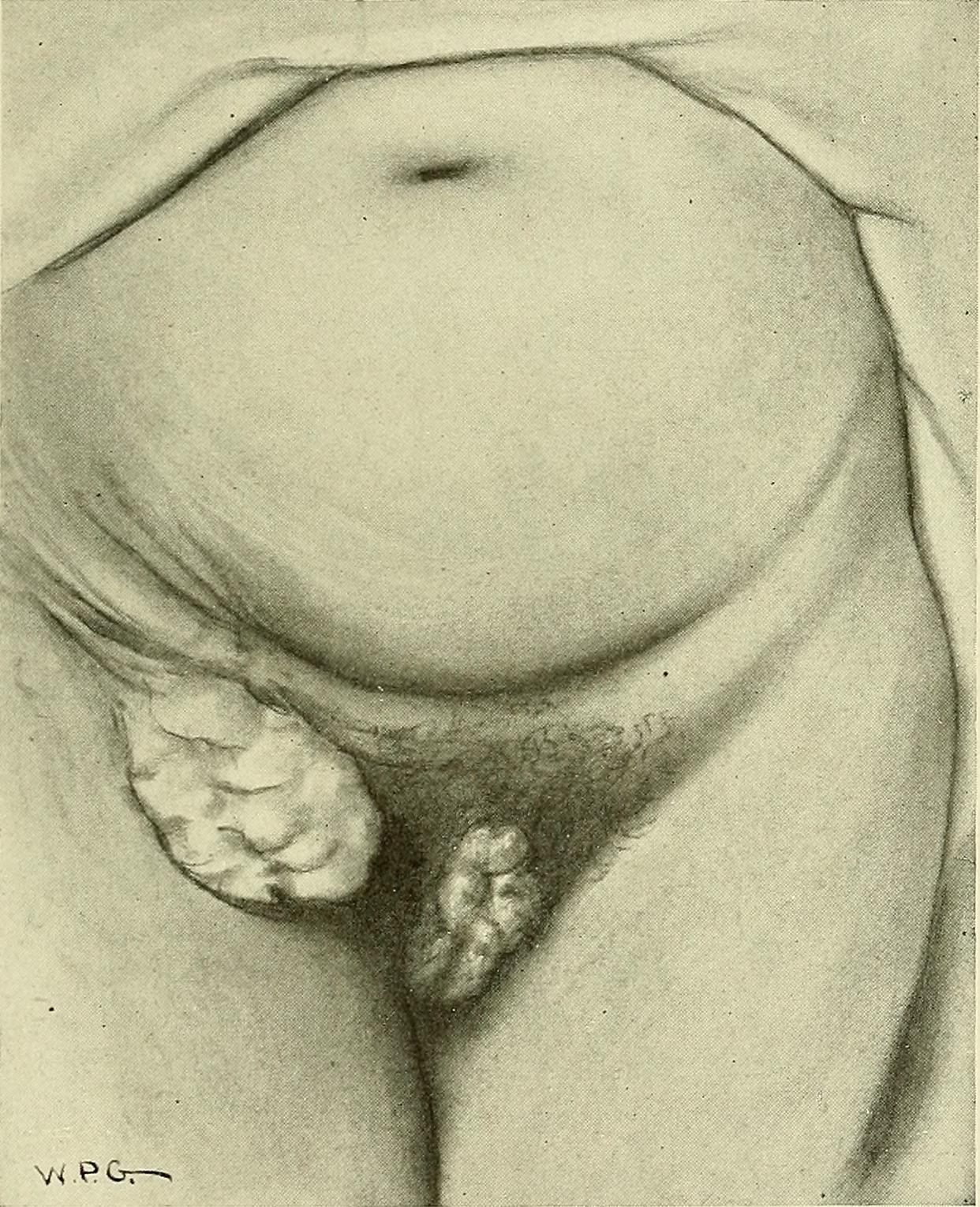
鼠径部に転移した陰核癌のスケッチ

多くの場合、病変は大陰唇に硬結または潰瘍の形で現れ、排尿時痛または性交時痛に加えて瘙痒、刺激感、局所の出血または分泌物を伴うことがある。小陰唇、陰核、会陰、恥丘の病変は少ない。慎み深さや恥ずかしさから、受診を渋ることがある。
悪性黒色腫は身体の他の部位にできる黒色腫と同様に、典型的な非対称性、一様でない境界、暗色化を呈する傾向がある。
腺癌はバルトリン腺から発生し、痛みを伴う硬結として現れることがある。

## 原因
外陰癌の原因は大きく2つに大別される。1つはヒトパピローマウイルスの感染から始まり、外陰部上皮内腫瘍（vulvar intraepithelial neoplasia; VIN）を発症し更に外陰癌へと進行するものであり、若い女性、主に40歳未満に多く見られる。もう1つは外陰部非腫瘍性上皮疾患（vulvar non-neoplastic epithelial disorder; VNED）として括られる外陰部の慢性炎症や自己免疫疾患であり、高齢女性に多く見られ、細胞異型を発現するリスクが高く、癌へと発展するリスクが高い。
HPVのDNAは外陰上皮内腫瘍（VIN）の最大87％および浸潤性外陰癌の29％から検出される。VINおよび外陰癌で最もよく検出されるサブタイプはHPV 16であり、HPV 33およびHPV 18がこれに続く。VINは基底膜に浸潤していない皮膚の表層病変、つまり前癌状態である。VINは上皮内癌に進行し、最終的には扁平上皮癌に進行する可能性がある。
外陰部の硬化性苔癬は分化型VINの素因となり得る。

### リスク因子
外陰癌の危険因子は、HPVウイルスへの曝露または感染、および/または後天性もしくは自然免疫の関与する、下記の原因経路に大きく関係している。
- 加齢
- 外陰部または子宮頸部上皮内新生物（英語版）の既往
- 性交渉相手の男性人数の増加
- 前浸潤性子宮頸癌または浸潤性子宮頸癌の既往
- 喫煙歴
- ヒト免疫不全ウイルス（HIV）感染歴
- 外陰部硬化性苔癬
- 免疫不全症候群
- 北欧出身

## 診断
外陰部の検査は婦人科的評価の一部であり、陰核と尿道周囲を含む会陰部の精密検査とバルトリン腺の触診が含まれる。この検査では外陰部の潰瘍、硬結、腫瘤が明らかになる場合がある。疑わしい病変があれば組織採取または生検を行う必要がある。これは通常局所麻酔下で外来診察室で行うことができる。小さな病変であれば、局所麻酔下で切除することも可能である。その他の評価には胸部X線検査、静脈腎盂造影検査、膀胱鏡検査、肛門鏡検査、血球計算、代謝評価などがある。

### 組織型
細胞の起源に応じて、外陰部構造にさまざまな組織学的癌サブタイプが発生する可能性がある。

#### 扁平上皮癌
米国国立癌研究所の監視・疫学・最終結果（英: Surveillance, Epidemiology and End Results; SEER）レジストリの最近の分析によると、外陰癌の約75％は扁平上皮癌である。これらの病変は最も一般的な皮膚細胞である表皮扁平上皮細胞から発生する。上皮内癌は基底膜を侵襲しない扁平上皮癌の前駆病変である。前駆病変には2つの種類がある：
- 通常型外陰上皮内腫瘍（英語版）（Usual-type vulvar intraepithelial neoplasia; uVIN）はヒトパピローマウイルス（HPV）に関連し、若年女性が多く罹患する。この前駆病変は、約6％の確率で基底細胞腫または疣状扁平上皮癌に進行する[23]。
- 分化型外陰上皮内腫瘍（Differentiated vulvar intraepithelial neoplasia; dVIN）は、硬化性苔癬（英語版）および扁平苔癬を含む慢性皮膚疾患に関連し、典型的には高齢の女性が罹患する。この病変はその約33％が角化扁平上皮癌に進行する[23]。

扁平上皮病変は単一部位に発生する傾向があり、膣前庭に最も多い。局所的に増殖し、局所のリンパ系を介して拡大する。陰唇のリンパ管は外陰部上部および恥丘に流れ、鼠径部および大腿部の表在リンパ節および深在リンパ節に流入する。最後の大腿深部リンパ節はクロケーリンパ節と呼ばれる。このリンパ節を越えて広がると骨盤のリンパ節に達する。腫瘍はまた膣、尿道、直腸などの近隣の臓器に浸潤し、それらのリンパ管を介して広がることもある。
最後の深鼠径リンパ節はと呼ばれます。このリンパ節を越えて広がると、骨盤リンパ節に達します。腫瘍は膣、尿道、直腸などの近隣臓器に浸潤し、それらのリンパ系を介して広がることもあります。
外陰部の疣贅癌は扁平上皮癌の稀な亜型であり、ゆっくりと成長するイボとして現れる傾向がある。疣贅性外陰癌は病変が所属リンパ節に転移したり、遠隔転移したりすることは殆どないため、全体的に予後が良好な傾向がある。

#### 基底細胞癌
基底細胞癌は外陰癌全体の約8%を占め、典型的には70代から80代の女性に発症する。大陰唇に発生しゆっくりと増殖することが多いが、外陰部のどこにでも発生する可能性がある。その進行過程は他の部位の基底細胞癌と類似している。局所進行することが多く、深部浸潤や転移のリスクは低い。
治療には局所切除が必要だが、これらの病変は完全に切除しないと再発する傾向がある。

#### 悪性黒色腫
悪性黒色腫は3番目に多い種類であり、外陰癌全体の6%を占めている。この病変は皮膚の色を決定づけるメラニン細胞から発生する。診断時の年齢の中央値は68歳であるが、米国国立癌研究所の監視・疫学・最終結果（SEER）レジストリの分析によると、若年者は10歳の少女から高齢者は107歳までの女性で診断されている。
外陰黒色腫の根底にある生物学的性質は皮膚黒色腫とは大きく異なる。変異解析によるとBRAF 変異を有する外陰黒色腫は僅か8％であり、皮膚黒色腫では70％であるのと対比的である。しかし外陰黒色腫ではKIT 変異が有意に多い。これは外陰黒色腫の治療に直接影響する。皮膚黒色腫の治療で一般的に使用されるBRAF阻害剤は、外陰部黒色腫では小さな役割しか果たさない。しかし外陰黒色腫はPD-L1を発現していることが多く、免疫チェックポイント阻害薬（CTLA-4阻害薬やPD-1阻害薬を含む）は進行期の外陰黒色腫の治療に有効である。再発黒色腫では、KIT 遺伝子変異を有する患者にチロシンキナーゼ阻害薬が使用されることがある。
外陰黒色腫は組織学に基づき、表在拡大型、結節型、末端性黒子性、無色素性という4つの亜型に分けられる。外陰黒色腫はFIGO病期分類の代わりにAJCC癌病期分類を用いて病期分類されるという点で独特である。
外陰黒色腫の診断は遅れることが多く、女性の約32％が診断時に既に所属リンパ節転移または遠隔転移を有する。リンパ節転移と高い細胞分裂指数は予後不良の指標である。全予後は不良で、皮膚黒色腫よりも大幅に不良である。全生存期間中央値は53ヵ月である。

#### バルトリン腺癌
バルトリン腺から悪性腫瘍が生じるのは稀であるが、多くは60歳代中盤の女性に発生する。

#### その他の病変
その他の外陰癌には乳房外パジェット病、腺癌、肉腫などがある。

### 病期分類
1988年以降、解剖学的病期分類が前臨床病期分類を補完するようになった。FIGOの改訂TNM分類では、腫瘍の大きさ（T）、リンパ節転移（N）、転移の有無（M）を病期分類の基準としている。I期およびII期はまだ発生部位に限局していると思われる外陰癌の初期段階を示す。III期は隣接組織や片側の鼠径リンパ節への病巣進展が見られる状態である。IV期は両側の鼠径リンパ節への転移または遠隔転移している状態を指す。

Stage 1A/1B 外陰癌
Stage 2 外陰癌
Stage 3 外陰癌
Stage 4A 外陰癌
Stage 4B 外陰癌

### 鑑別診断
鑑別診断の対象となる他の癌性病変には、外陰部パジェット病および外陰上皮内腫瘍（VIN）がある。癌以外の外陰疾患としては、硬化性苔癬、扁平上皮過形成、膣前庭炎などが挙げられる。性器ヘルペス、ヒトパピローマウイルス、梅毒、軟性下疳、鼠径肉芽腫、鼠径リンパ肉芽腫など、感染性病変を引き起こす疾患も多い。

## 治療

外陰癌治療法としての外陰切除術の切開図

手術は解剖学的病期分類に応じた治療の主軸であり、通常は外陰部以外に転移していない癌に対してのみ行われる。手術には、広範囲局所切除（腫瘍の完全な除去を確実にするために、健康な組織の安全域を含めて腫瘍を切除すること）、根治的外陰部分切除術、または外陰組織、鼠径リンパ節および大腿リンパ節の切除を伴う根治的外陰全摘除術がある。早期の外陰癌の場合、手術はそれほど大掛かりではなく、広範切除術または単純外陰切除術で構成される。癌が尿道、膣、直腸など近隣の臓器に転移している場合は、手術は大幅に広範囲になる。手術の合併症には、創感染、性機能障害、浮腫、血栓症、リンパ節郭清に伴う二次的リンパ浮腫などがある。
センチネルリンパ節郭清（SLN郭清）は、腫瘍を排出する主要なリンパ節を特定し、切除するリンパ節数を可能な限り少なくして副作用のリスクを低減することを目的とする。センチネルリンパ節の位置特定にテクネチウム(99m)標識ナノコロイド、またはテクネチウムと1％イソスルファンブルー色素の併用すると、テクネチウムのみの場合と比較して鼠径リンパ節転移の「見逃し」数を減らす可能性がある。
外陰癌が進行してリンパ節や骨盤に転移している場合は、放射線療法が行われることがある。放射線療法は手術の前または後に行われる。早期の外陰癌では鼠径部への一次放射線療法は一定の効果は認められるが、手術と比較して鼠径部再発のリスクが高まり、生存率が低下する可能性がある。化学療法は通常、一次治療として用いられることはないが、骨、肝臓、肺に転移した進行癌の場合に用いられる他、低用量で放射線療法と併用されることもある。チェックポイント阻害薬が外陰黒色腫で投与されることもある。
充分な前治療歴のある患者にブレオマイシンを静脈内投与する電気化学療法は妥当な腫瘍制御を示し、奏効例では無増悪生存期間と全生存期間が改善した。
局所進行外陰癌の女性患者において、初回化学放射線療法または術前化学放射線+手術療法を比較した場合、全生存率および治療関連有害事象に有意差は認められなかった。様々な初回治療を比較する質の高い研究が必要である。
外陰癌の女性は、治療後2～3年間は、腫瘍専門医による定期的なフォローアップと検査を通常3ヶ月ごとに受けるべきである。新たな症状が現れたり腫瘍マーカーが上昇し始めたりしない限り、定期的な画像診断は必要ない。これらの適応がない画像検査は再発の検出や生存率の改善の可能性が低く、副作用や費用がかかることから推奨されない。

## 予後
外陰癌全体の5年生存率は2015年～2021年で69.8%であるが、予後は体内の癌の大きさと広がりを示す病期によって異なる。病期を3つに分類すると、最初期は「限局性 (localized)」と呼ばれ、がんが体の一部に限局している状態である。このステージの生存率は85.7％と最も高い。癌が広がり始めると「局所期 (regional)」と呼ばれ通常、癌がリンパ節に転移している。このステージでの生存率は49.7％である。第3段階は「遠隔期 (distant)」と呼ばれ癌が全身に転移して広がっている状態で、生存率は21.9%と最も低くなる。外陰癌が早期に発見された場合、生存率は最も高くなる。

## 疫学
2018年には全世界で新たに44,200人が外陰癌に罹患し、15,200人が死亡した。

### 日本
日本では外陰癌の患者は2022年4月〜2023年3月の1年間で1,728件であった。その内52%で手術が実施されていた。

### 英国
外陰癌は、全がん症例および死亡者の1％未満であるが、英国で診断された全婦人科癌の約6％を占める。 2011年には約1,200人の女性がこの病気と診断され、2012年には400人の女性が死亡した。英国では、外陰癌患者の10人中7人が、がん治療の一環として外科的大切除を受けている。放射線治療を受けた患者は22％で、化学療法は僅か7％に留まった。生存率は非常に高く、外陰癌と診断された患者の1年生存率は82％、5年生存率は64％、10年生存率は53％であるが、患者の年齢や診断時の病期により変動する。

### 米国
米国では年間約6,070人が新たに発症し、1,280人が死亡している。新規の癌症例の約0.3％を占め、婦人科癌の5％を占める。米国では過去10年間、外陰癌症例が毎年0.6％ずつ増加している。